# سفارت چین در مسکو
سفارت چین در مسکو (به لاتین: Embassy of China) یک سفارت در روسیه است که در مسکو واقع شده‌است.